# Rutevac
Rutevac (en serbio: Рутевац) es un pueblo del municipio de Aleksinac, Serbia. Según el censo de 2002, el pueblo tiene una población de 1094 personas.
En la antigüedad, Rutevac se conocía como Praesidium Pompei.